# Vestivamo alla marinara
Vestivamo alla marinara è un romanzo autobiografico scritto da Susanna Agnelli, in cui racconta le vicende della sua infanzia e dei suoi fratelli Gianni Agnelli, Umberto Agnelli e Giorgio Agnelli.
Edito da Arnoldo Mondadori Editore, non ne è mai stato tratto un film (che doveva essere girato da Mauro Bolognini) per l'opposizione dell'avvocato Gianni Agnelli, che ha comprato i diritti del libro perché, probabilmente, non voleva far diffondere informazioni riservate su sua madre.